# 포르투노부시

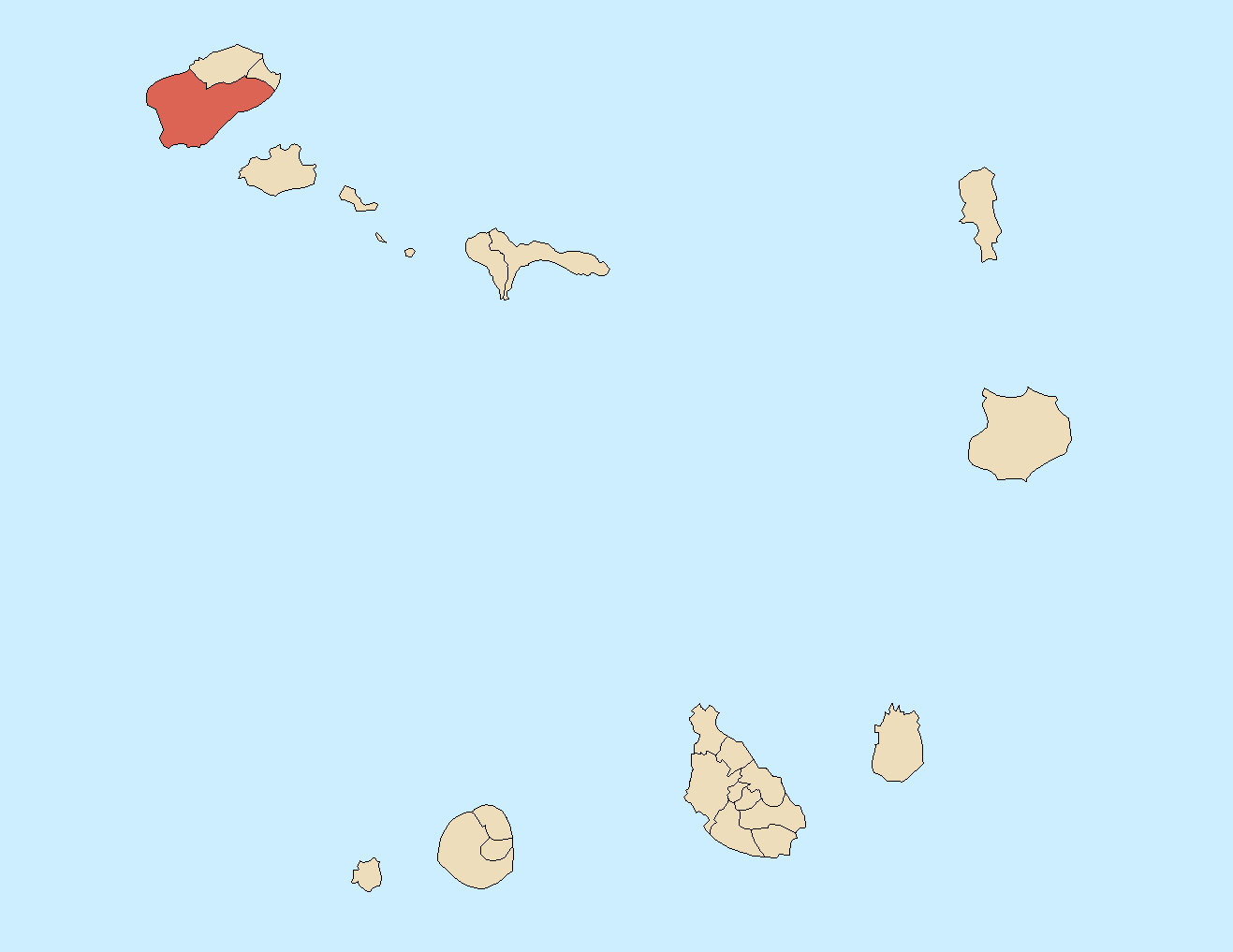
포르투노부시의 위치

포르투노부시(포르투갈어: Porto Novo)는 카보베르데를 구성하는 22개 지방 자치체 가운데 하나로 산투안탕섬 남부에 위치한다. 행정 중심지는 포르투노부이며 면적은 564.3km2, 인구는 17,906명(2010년 기준)이다. 2개 교구(상주앙바프티스타(São João Baptista) 교구, 산투안드레(Santo André) 교구)를 관할한다.